# Premio Mercosur
El premio Mercosur de Ciencias y Tecnología es un reconocimiento anual (realizado desde el año 1998) a investigadores provenientes de países miembros del Mercosur, el cual está compuesto por ocho países (Argentina, Brasil, Paraguay, Uruguay, Chile Colombia, Ecuador y Perú); aunque también participan investigadores de Bolivia y Venezuela, lo que se debe a que estos países están en proceso de incorporación.
La organización y articulación del Premio está a cargo de la Reunión Especializada de Ciencia y Tecnología - RECyT del MERCOSUR (la cual cuenta con el patrocinio del Ministerio de Ciencia y Tecnología - MCT/Brasil y del Petróleo Brasileño S.A. – PETROBRAS) la Organización de las Naciones Unidas para la Educación, la Ciencia y la Cultura - UNESCO, por el Consejo Nacional de Desarrollo Científico y Tecnológico - CNPq y por el Movimiento Brasil Competitivo – MBC.
El tema tenido en cuenta por el comité evaluador (que está compuesto por profesionales de Brasil, Argentina, Paraguay y Uruguay) para la selección de los trabajos científicos es configurado según las necesidades regionales -por lo que las investigaciones deben responder al desarrollo científico y tecnológico del bloque sudamericano-, y es posteriormente anunciado por medio de las organizaciones involucradas. 
La posibilidad de participación se extiende para estudiantes del nivel medio de educación, a jóvenes investigadores, a equipos y a profesionales investigadores.
El premio galardona a los investigadores con dinero en efectivo, y con la publicación de las obras premiadas en un libro.